# がんばれ!メメ子ちゃん
『がんばれ!メメ子ちゃん』（がんばれ メメこちゃん）は、むんこによる日本の4コマ漫画作品。『まんがくらぶオリジナル』（竹書房）2004年11月号に読み切りで掲載された後、2005年4月号から2010年5月号まで連載され、同年6月号に「エピローグ」が掲載された。
また2005年12月号から2009年9月号まで同誌の表紙を担当した。

## 概要
作品の舞台は『らいか・デイズ』などと同じ花丸町の会社、花丸商事。小柄ながら毎日の仕事に奮闘するOL・メメ子と周囲の同僚達の姿を描いたコメディー作品。花丸商事は同じ作者の別作品『まい・ほーむ』の堀川史郎の勤務先でもあり、『まんがくらぶオリジナル』2006年8月号付録、『まんがライフセレクション』2008年7月7日増刊号で同作の主人公・舞と共演した特別編も描かれた。また、『まんがくらぶオリジナル』2008年10月号特別付録として、FlashアニメDVD「ときめきサマー編」が発表されている（詳細は後述）。なお、2015年に発表された『春と秋について』は同作品の前日譚的な要素も含んでおり、作者ブログ「むんこのおしらせ」上でコラボ漫画が数編公開されている。

## 主な登場人物
柏葉 メメ子（かしわば メメこ）
本作の主人公。DTP部門所属の社員。21歳。職業訓練校でパソコン操作を修得した後、入社。華やかなOL生活に憧れていたが、DTP部門は岸田と2人（＋田中）だけ。おかっぱの髪型と大きな目がチャームポイント。容姿と行動から子供っぽく見られがちだが、仕事はでき、大人らしい気遣いを見せる事もある。上昇志向が強く、誉められたり仕事を認められると（文字どおり）天狗になるが、調子に乗って失敗することもある。つぶつぶイチゴジュースが好物。酒に弱く、飲むと酒乱を起こす。家族構成は父・母との3人家族、顔は母親似で背丈は父親似。
亮とは一時は同棲したり別れたりしたものの最終回で結婚（因みに式の後自らの妊娠を亮に打ち明けた）、それを機に独立・会社を寿退社した。エピローグで、長女・みみ子を無事出産した。
岸田 克己（きしだ かつみ）
DTP部門所属の社員でメメ子の上司。32歳。人間が苦手で長く部下を取って来なかったが、メメ子の顔写真を見て「ざしきわらしだな」と大ウケし採用する。過去に『春と秋について』の屋代秋人をDTP部に引き抜こうとしていたが、彼に拒否されたこともメメ子を採用する一因になった。メタル好き。過去に乾（姉）と付き合っていた。『らいか・デイズ』の財津紺太とは学生時代の先輩後輩の間柄で、休日にはよく一緒に釣りに出かけたりしているが、釣りの腕はあまりよくない。基本的に長髪のスタイルだが、沢子の両親への挨拶時に髪を短くしたことがある（後に再度伸ばした）。エピローグでは、一変して短髪になった。
会社社長の父と軋轢があり、そのまま家を出た過去がある。その経緯から兄とは険悪だった。
田中（たなか）
DTP部門のペット・第3の社員として飼っているハナガメ。単行本各巻の紹介では「多分、亀」と称されるが、知能は非常に高く、人間の言葉や常識などを理解し、運動能力も亀離れしている。甲羅は取り外し可能らしい。メメ子の事が大好きで、よく頭の上に乗っている。彼の頭の中での力関係の順位は「メメ子>自分>岸田」らしい。本誌2007年9月号ではUFOが迎えに来たことから実は亀ではなくて地球外生命体の可能性もある。
沢子（さわこ）
営業部所属の社員。27歳。『まい・ほーむ』『春と秋について』にも出演している。優しく家庭的な性格。バスト90cmでFカップ。密かに岸田に想いを寄せていたが、部長には気を利かされるなど周囲にはバレバレ。後に念願かなって付き合い結婚、長男・森一を出産した。
泉（いずみ）
営業部所属の社員。『まい・ほーむ』『春と秋について』にも出演している。いつも沢子と一緒に行動している。岸田に恋する沢子をメメ子と一緒になって冷やかす。最近自分にも彼氏ができて、メメ子達から冷やかされている。
乾 明子（いぬい あきこ）
社長秘書。対外的には美人で仕事のできるいい女のイメージを持たれているが、実は熱狂的なメメ子ファン。隠し撮り・手作り人形など、密かにメメ子コレクションを増やしている（これを知っているのは岸田・社長・亮のみ）。岸田とは同じ大学で、過去には付き合っていたらしいが、今は単なる腐れ縁的関係。
乾 亮（いぬい りょう）
開発部門所属の社員。明子の弟で、メメ子の一期後輩にあたる。見た目は美少年風だが中身はオカマでオネエ言葉。岸田の事が大好きで、いつも岸田のそばにいるメメ子に嫉妬している。岸田と沢子が交際していることを知り潔く身を引き、その後紆余曲折を経てメメ子と交際を始め、結婚にまで至った。かつて女性とも交際歴がある。
岸田 京介（きしだ きょうすけ）
克己の兄。自他に厳しい上に俺様目線で人を見下す性格で口も悪い。職業は会社専務（会社名は岸田）。克己とは仲が悪いが、結婚すると聞いた時は口に出さないものの心配していた節がある。当初はメメ子が結婚相手だと勘違いしていた。
会社社長であった父に対しては感情を抑えながら従順に従っていたが、父が死の間際に自分を差し置いて発した弟への詫び言に思うところがあった。
メメ子とは妙に気が合い、彼女の結婚式には多忙にもかかわらず出席し、芸（手品）を披露した。
カメラマンとアシスタント
岸田と公私に渡って付き合いのあるプロのカメラマンと、その女性アシスタント。実はむんこの読み切り作品『ほとぐら』の主人公とその師匠。
岸田氏
岸田兄弟の父。会社社長。相当な性格だったのか長男・京介は従順に従っていたものの次男・克己と確執があり出奔される。
今わの言葉に克己への詫び言を発していた。

## 番外編
- ストーリー形式のもの
  - 田中が田中になる前に（まんがくらぶオリジナル2006年5月号に掲載、第2巻収録）
  - 「僕」と「あたし」の境界線で（まんがくらぶオリジナル2006年12月号に掲載、第2巻収録）
  - レンアイの手前（まんがライフセレクション2008年7月7日増刊号に掲載、第3巻収録）
  - 岸田（兄）のこころ（まんがライフセレクション2009年6月増刊号に掲載、第3巻収録）
- クロスオーバー4コマ作品
  - がんばれ!メメ子ちゃんと舞ちゃん（まんがくらぶオリジナル2006年8月号付録、およびまんがライフセレクション2008年7月7日増刊号に掲載）

## 書籍情報
単行本 （バンブーコミックス、竹書房）
電子書籍化は作者の初期作品群では早く、2014年4月には配信が開始された。
1. 第1巻 （2006年10月27日発行）ISBN 4-8124-6523-0
漫画カバー裏に本作の宇宙編が描き下ろされている。
2. 第2巻 （2008年8月17日発行）ISBN 978-4-8124-6851-7
漫画カバー裏に本作の戦場編が描き下ろされている。
3. 第3巻 （2009年8月10日発行）ISBN 978-4-8124-7127-2
漫画カバー裏に本作の昭和編が描き下ろされている。また、『まんがライフセレクション』2009年6月号に掲載された、今純子・作画の「がんばれ!リアルなメメ子ちゃん」が収録されている。
4. 第4巻 （2010年8月31日発行）ISBN 978-4-8124-7431-0
巻末カバー裏に本作のシュール編・萌編・青春編が描き下ろされている。また、『オースーパージャンプ』（集英社）2007年4月号に掲載された「おいでよ みみ子ちゃん」が巻末に収録されている。

## Flashアニメ
『まんがくらぶオリジナル』2008年10月号特別付録として、FlashアニメDVDが添付された。

### 『ときめきサマー編』

#### キャスト（声の出演）
- 柏葉メメ子：藍川千尋
- 岸田克己：丸山照矢
- ベティー：葉月ゆら

#### 主題歌
- オープニング「なんかいいこと」
  - 作詞・作曲：森井ケンシロウ、編曲：Drop（清風明月）、歌：葉月ゆら（清風明月）
- エンディング「がんばれ!恋の花」
  - 作詞・歌：葉月ゆら（清風明月）、作曲・編曲：Drop（清風明月）
- 挿入歌「ベティーブートキャンプ」
  - 作詞：森井ケンシロウ・葉月ゆら（清風明月）、作曲・編曲：星見蒼人、歌：葉月ゆら（清風明月）

#### スタッフ
- アニメ製作総指揮：森井ケンシロウ
- 作画：まがりひろあき、横井三歩、堺浩、so-shi(STUDIO MORIKEN)
- 協力：株式会社 礼音
- 企画・プロデュース：竹書房
- 制作：STUDIO MORIKEN